# Siphonicytara confusiata
Siphonicytara confusiata är en mossdjursart som beskrevs av Ratna Guha och Gopikrishna 2007. Siphonicytara confusiata ingår i släktet Siphonicytara och familjen Siphonicytaridae. Inga underarter finns listade i Catalogue of Life.